# Hans Widmer (Politiker, 1941)

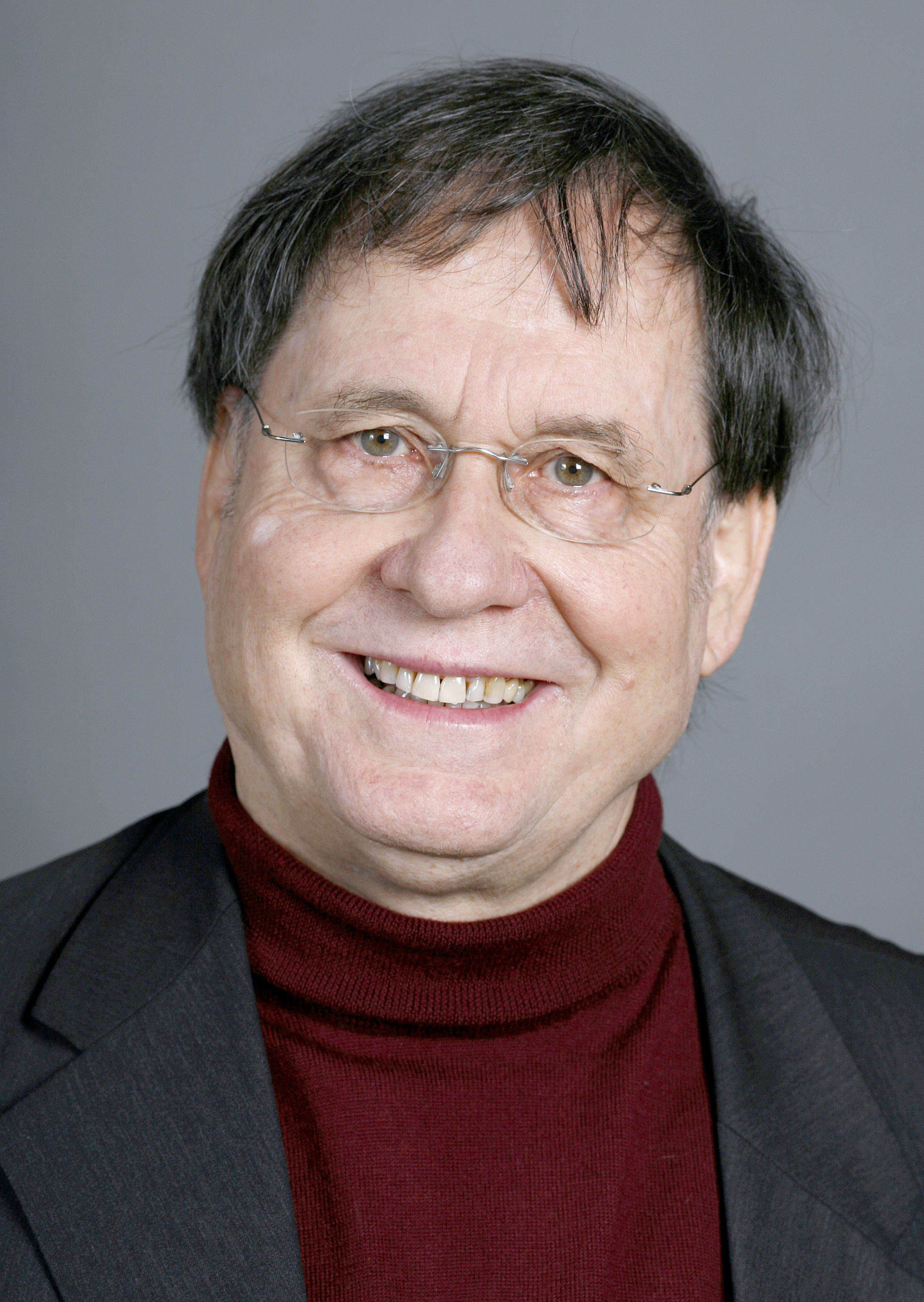
Hans Widmer (2007)

Hans «Juan» Widmer (* 9. September 1941 in Hochdorf) ist ein Schweizer Politiker (SP) und Philosoph.

## Biografie
Hans Widmer ist in Ligschwil bei Hochdorf aufgewachsen. Nach dem Besuch der Primarschule in Hochdorf und der Mittelschule in Immensee, führten ihn seine Studien nach Schöneck bei Beckenried, Burgos, Valencia und Innsbruck.
Er erlangte den Grad eines Doktors der Philosophie mit einer Dissertation zum Thema «Über die Hoffnung». Von 1967 bis 2006 war er Gymnasiallehrer für Philosophie, Religion und Spanisch. Von 1996 bis 2010 war Widmer Mitglied des Schweizer Nationalrats für den Kanton Luzern. Er war Mitglied von Parlamentskommissionen in den Bereichen Aussenpolitik, Bildung und Sicherheit. Von 2001 bis 2003 war er Präsident der Kommission für Wissenschaft, Bildung und Kultur (WBK).
Widmer wohnt in Luzern und ist in zweiter Ehe verheiratet. Er hat einen Sohn und eine Tochter aus erster Ehe.